# Guerra d'indipendenza dell'Angola
La guerra d'indipendenza dell'Angola si svolse tra il 1961 e il 1975 nel territorio dell'attuale Angola, all'epoca ancora una colonia del Portogallo: le forze portoghesi dovettero affrontare le ostilità di una serie di movimenti indipendentisti angolani, i più importanti dei quali furono il  Movimento Popolare di Liberazione dell'Angola (MPLA) di Agostinho Neto e il Fronte Nazionale di Liberazione dell'Angola (FNLA) di Holden Roberto; da una scissione all'interno del FNLA nel 1966 nacque un terzo movimento indipendentista, l'Unione Nazionale per l'Indipendenza Totale dell'Angola (UNITA) di Jonas Malheiro Savimbi, mentre il Fronte per la Liberazione dell'Enclave di Cabinda (FLEC) giocò sempre un ruolo minore.
Il conflitto si aprì nel febbraio 1961 con una serie di rivolte organizzate dal MPLA nella capitale Luanda e dal FNLA nelle regioni settentrionali abitate dai Kongo, azioni represse con ferocia dalle forze di sicurezza portoghesi; i movimenti indipendentisti dovettero quindi ripiegare negli stati africani indipendenti confinanti con l'Angola, dove ricevettero armi e assistenza dalle autorità locali: il FNLA si stabilì nella Repubblica del Congo (poi Zaire), mentre il MPLA nella Repubblica Popolare del Congo e poi nello Zambia. I movimenti indipendentisti ricevettero ampio sostegno dalle nazioni dell'Organizzazione dell'Unità Africana, nonché rifornimenti di armi e istruttori da parte di Unione Sovietica, Cina e Cuba; di contro, il Portogallo ricevette il sostegno militare del Sudafrica dell'apartheid.
Il conflitto si trascinò stancamente per diversi anni, in particolare nelle regioni orientali e settentrionali dell'Angola: gli indipendentisti arrivarono a stabilire un certo controllo su alcune zone periferiche del paese, ma subirono sempre le efficaci operazioni di controinsorgenza delle forze di sicurezza portoghesi che, tuttavia, non riuscirono mai a debellare del tutto la guerriglia; il movimento indipendentista fu inoltre penalizzato dalla profonda conflittualità tra i vari gruppi che lo componevano, ostili gli uni agli altri.
Dopo la Rivoluzione dei garofani del 25 aprile 1974 e l'abbattimento in Portogallo del regime corporativista e autoritario dell'Estado Novo, il nuovo governo portoghese offrì un cessate il fuoco in vista di negoziati per la concessione di una piena indipendenza all'Angola. Lunghi negoziati portarono alla firma il 15 gennaio 1975 degli accordi di Alvor per la formazione di un governo di unità nazionale, ma la conflittualità tra i vari movimenti indipendentisti angolani impedì di fatto una sua piena implementazione e l'11 novembre 1975 le ultime truppe portoghesi lasciarono unilateralmente l'Angola; la guerra d'indipendenza si trasformò quindi in una sanguinosa guerra civile.